# Aşıklar-Höhle
Die Aşıklar-Höhle (türkisch Aşıklar Mağarası, Höhle der Verliebten) ist eine Höhle nahe der südlichen Spitze der Halbinsel von Alanya in der südtürkischen Provinz Antalya.
Die Höhle liegt weit über dem Meeresspiegel und führt schlauchartig von der einen zur anderen Seite des Felsmassivs. Geübte Kletterer können die Höhle sowohl von der östlichen als auch westlichen Seite der Halbinsel erreichen.

## Tourismus
Die Aşıklar-Höhle ist ein beliebtes Ziel von Bootstouren. Die Anlegestelle ist ein etwa 2 Meter hoher Felsvorsprung an der östlichen Felswand. Von dort aus kann man ohne Hilfsmittel zum Höhleneingang in etwa 12 Meter Höhe klettern. Der Gang durch die 75 Meter lange unbeleuchtete, völlig dunkle Höhle ist nicht ungefährlich, so dass immer ein erfahrener Führer vorangeht. Stellenweise muss man sich tief bücken oder auf allen vieren gehen. An der Westseite angelangt, wo auch der bekannte Kleopatrastrand liegt, befindet man sich in etwa 15 Meter Höhe. Hier besteht die Möglichkeit zu einem Klippensprung.